# Ivica Vanja Rorić
Ivica Vanja Rorić  (Foča kod Doboja, 17. siječnja 1951.) je hrvatski pisac za djecu i prevoditelj iz BiH. Prevodi s makedonskog i slovenskog. Piše pjesme, priče i radio-igre. Živi i radi u Sarajevu i u Wuppertalu.

## Životopis
Rođen je u Foči kod Doboja. U Derventi je završio učiteljsku školu. U Beogradu je diplomirao na Filozofskom fakultetu. U Sarajevu je živio do 1992. godine. Do rata u BiH uređivao je dječji list Vesela sveska. Bio je suosnivač izdavačke kuće Drugari. U egzilu u Njemačkoj zajedno sa Šimom Ešićem 1993. osnovao je izdavačku kuću Bosanska riječ. Djela Ivice Vanje Rorića prevedena su na makedonski, slovenski, albanski, poljski, češki, mađarski, njemački, slovački, talijanski i turski.
Objavio je više knjiga i izbora iz proze i poezije. 
- Đački kalendar (1968.)
- Enci menci na kamenci (sa Šimom Ešićem) (1970.)
- Eno ide bubamara (1973.)
- Priča do priče, pjesma do pjesme (1974.)
- Svemirko traži sreću (1980.)
- Dječak grli svijet (1980.)
- Doživljaji miša Šiša (1980/-/90.)
- Duga u travi (1982/96.)
- Drugari (sa Šimom Ešićem, T. Bjelkić, M. Odalović i D. Radulović) (1982.)
- Čik dopuni, čik pogodi (sa Šimom Ešićem)(1984.)
- Pričaonica (sa Šimom Ešićem) (1985.)
- Dodir zavičaja (sa Šimom Ešićem i A. Musić, na švedskom i njemačkom) (1986.)
- Vrbova grančica i Jelin osmijeh (1987.)

Antologije:
- antologija bosanskohercegovačke priče za djecu Nezavršena priča (1988.)